# Potsdamer Platz
Cet article concerne la place de Berlin. Pour la peinture d'Ernst Ludwig Kirchner, voir Potsdamer Platz (Kirchner).
Pour les articles homonymes, voir Potsdam (homonymie).
La Potsdamer Platz (« place de Potsdam ») est une place du centre de Berlin, en Allemagne. Intersection routière majeure pendant la première partie du XXe siècle, elle est détruite pendant la Seconde Guerre mondiale et devient dans le cadre de la Guerre froide, un no man's land coupé en deux par le mur de Berlin. La majeure partie des immeubles qui la composent désormais ont été construits après la réunification de 1990. Cette place, qui compte parmi les lieux les plus marquants de Berlin, est fréquentée par de nombreux touristes.

## Origine du nom
La place de Potsdam se situait hors du mur de l'ancienne ville de Berlin, devant la porte nommée « porte de Potsdam » ou « porte de Leipzig », et formait l'extrémité est de la chaussée venant de Potsdam (le « Versailles prussien ») au sud-ouest de la ville. Celle-ci portait auparavant les noms de Potsdamer Straße, puis Hauptstraße à Schöneberg, Schloßstraße à Steglitz, et autres[évasif]. Aujourd'hui, c'est une partie de la Bundesstraße 1, la première des Bundesstraßen (routes fédérales allemandes).

## Historique

### XVIIIeetXIXe siècles
La porte de Potsdam était l'une des quatorze portes du Berliner Zollmauer (mur de douane) érigé entre 1734 et 1737. Devant la porte, les rues et voies forment un carrefour à cinq branches : une voie longeant le mur (Weg nach dem Halleschen Tor, actuellement Stresemannstraße vers le sud, et Weg nach dem Brandenburger Tor, actuellement Eberstraße, vers le sud), une voie entrant dans la ville par la place de Leipzig, une voie partant vers le nord-ouest (Chaussee nach dem Hofjäger ou nach Bellevue, actuellement Bellevuestraße) et, la voie la plus importante, la chaussée de Berlin à Potsdam (Berlin-Potsdamer Chaussee). Dans les années 1823 et 1824, la porte entre la place de Potsdam et la place de Leipzig est reconstruite par l'architecte du roi Karl Friedrich Schinkel. Elle est reculée à l'entrée de la place de Leipzig et la place de Potsdam agrandie prend une forme circulaire. Les maisons des gardiens subsistent après la démolition du mur en 1867 et marqueront la place avec leur architecture néo-classique jusqu'à la fin de la Seconde Guerre mondiale.
Le 22 septembre 1838, est mis en service la première gare ferroviaire prussienne, la gare de Potsdam, située un peu plus au sud sur une nouvelle place s'ouvrant sur l'actuelle Stresemannstraße. Elle était le terminus de la première ligne des chemins de fer prussiens, la ligne Berlin-Potsdam, qui longeait la chaussée homonyme, mais était distancée de celle-ci pour ne pas perturber les chevaux qui y circulaient. Cette gare n'était pas seulement le terminus de la ligne en direction de Potsdam (ligne qui fut prolongée par la suite jusqu'à Magdeburg), elle servait également à la ligne de banlieue vers Wannsee, mais était aussi le point central de la Ringbahn, la ceinture ferroviaire de Berlin construite en 1871. Devenue trop petite, elle est reconstruite. La nouvelle gare est mise en service le 1er novembre 1872. En 1891, deux bâtiments sont rajoutés de chaque côté de la gare pour le trafic régional et suburbain : gare du Ring (Ringbahnhof) et gare de Wansee (Wanseebahnhof). Sont construits à proximité de la gare des palaces : hôtel Fürstenhof, hôtel Bellevue, Palast Hotel. Le Café Josty, lieu de rencontre littéraire et culturel, est ouvert en 1880.

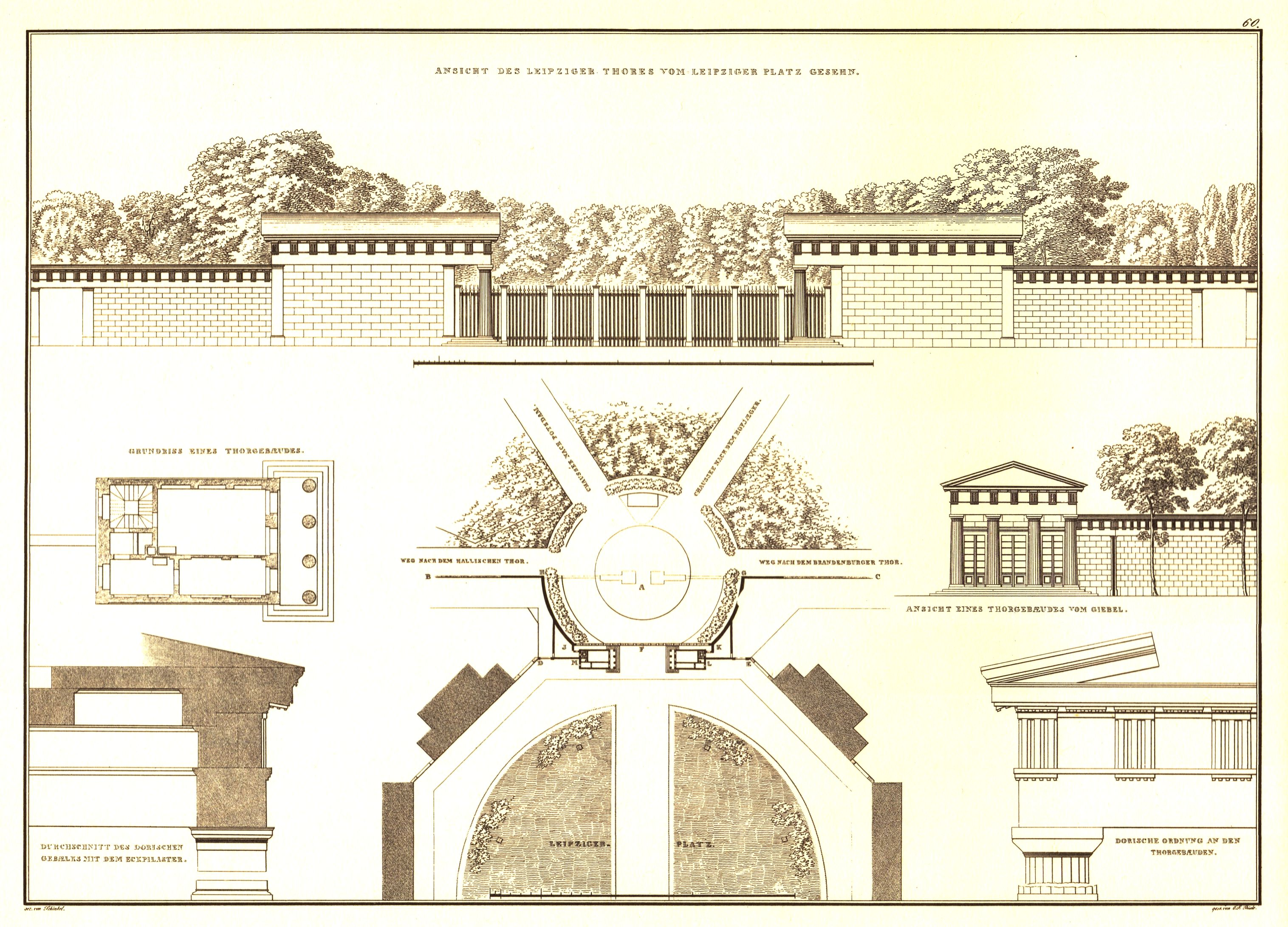
Plan de la nouvelle porte de Potsdam par Karl Friedrich Schinkel
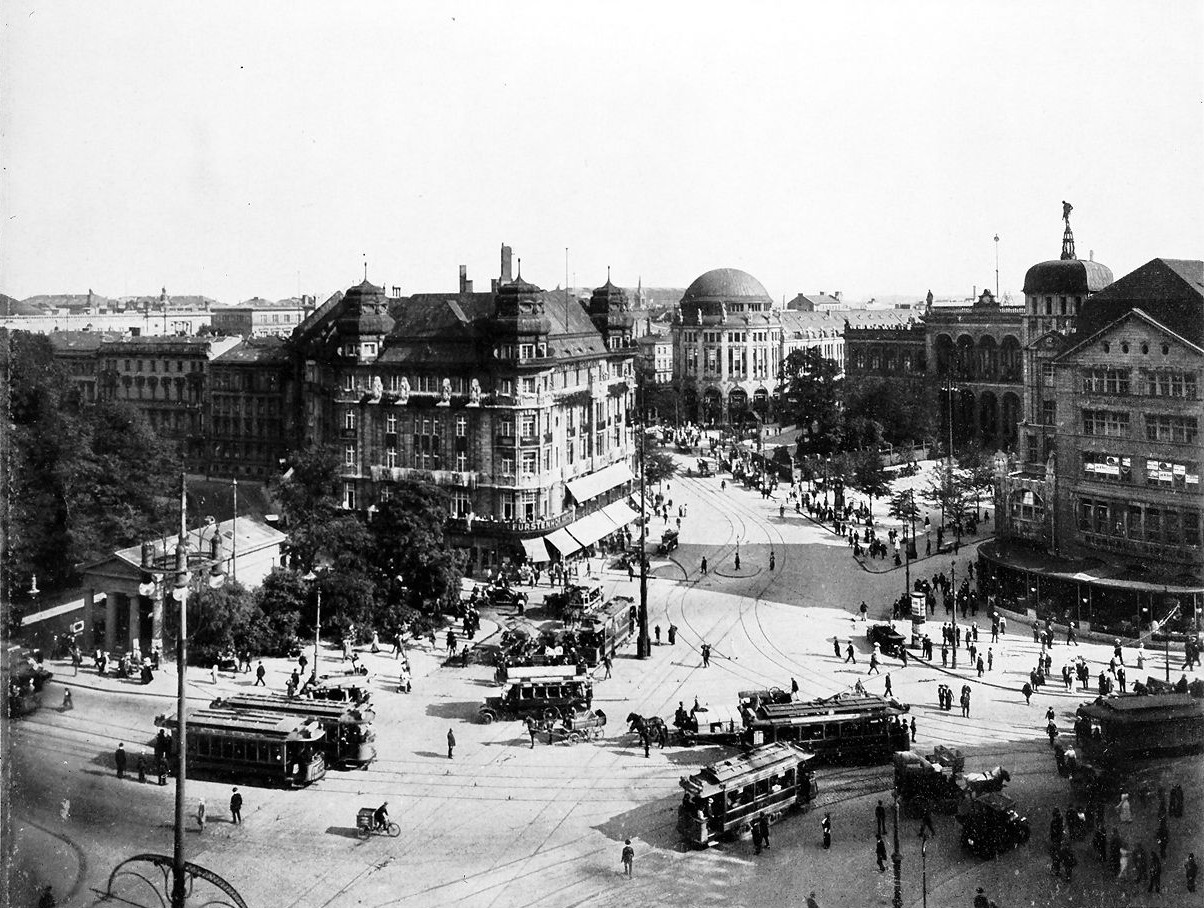
La place de Potsdam dans les années 1920 avec la place plus au sud devant la gare de Potsdam

### De 1900 à 1945
Diverses lignes de tramway, d'abord à traction chevaline, puis électrifiées, desservaient la Potsdamer Platz. Au début du XXe siècle, les lignes 1 et 2 du métro étaient dotées d'une station située à côté de la gare ferroviaire. Ainsi, la Potsdamer Platz devenait un des plus importants centres de circulation de la ville. En 1939, une gare régionale ouvrit sous la place (gare de Berlin Potsdamer Platz).
Dans les années 1920 et 1930, c'était un des centres les plus animés d'Europe où furent d'ailleurs installés les premiers feux de circulation d'Allemagne. La plupart des bâtiments furent détruits au cours des bombardements intensifs de la fin de la Seconde Guerre mondiale.

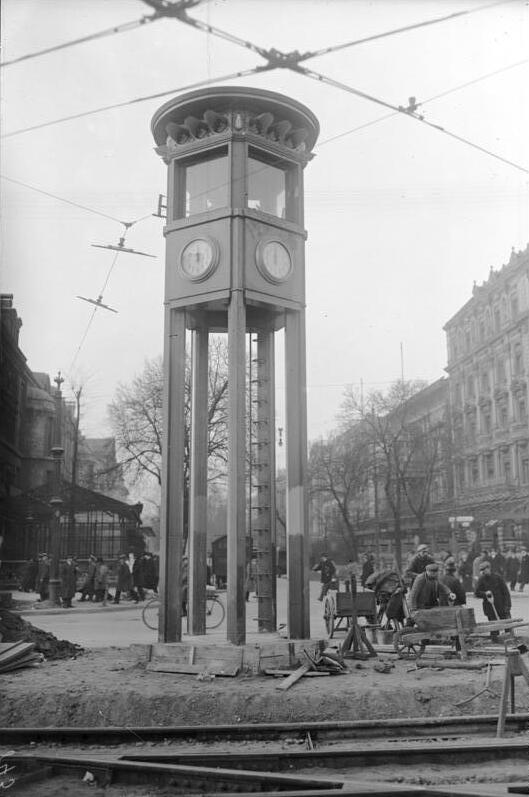
La Potsdamer Platz en 1924.
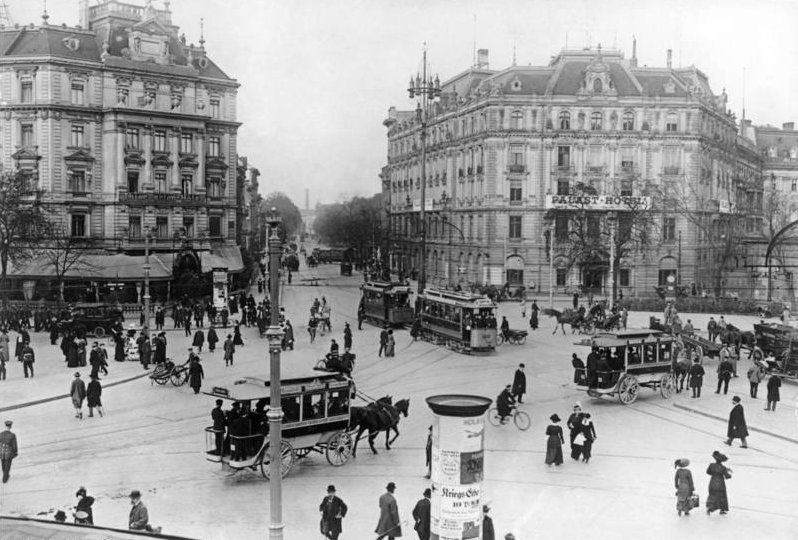
L'hôtel Bellevue (à gauche) et l'hôtel Palast sur la Potsdamer Platz, en 1914.
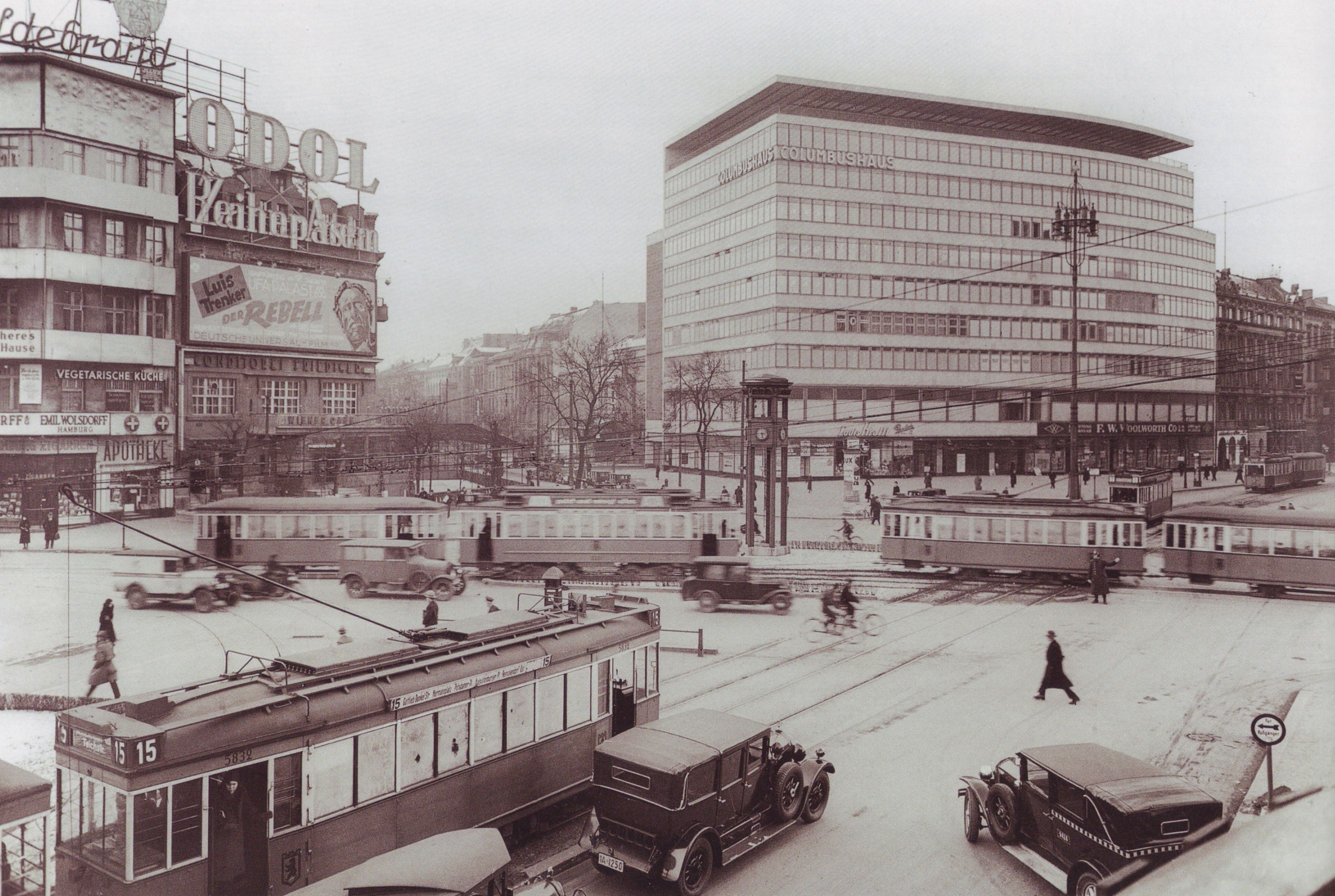
La place en 1932 (l'immeuble moderne de la Columbushaus a remplacé l'hôtel Bellevue).
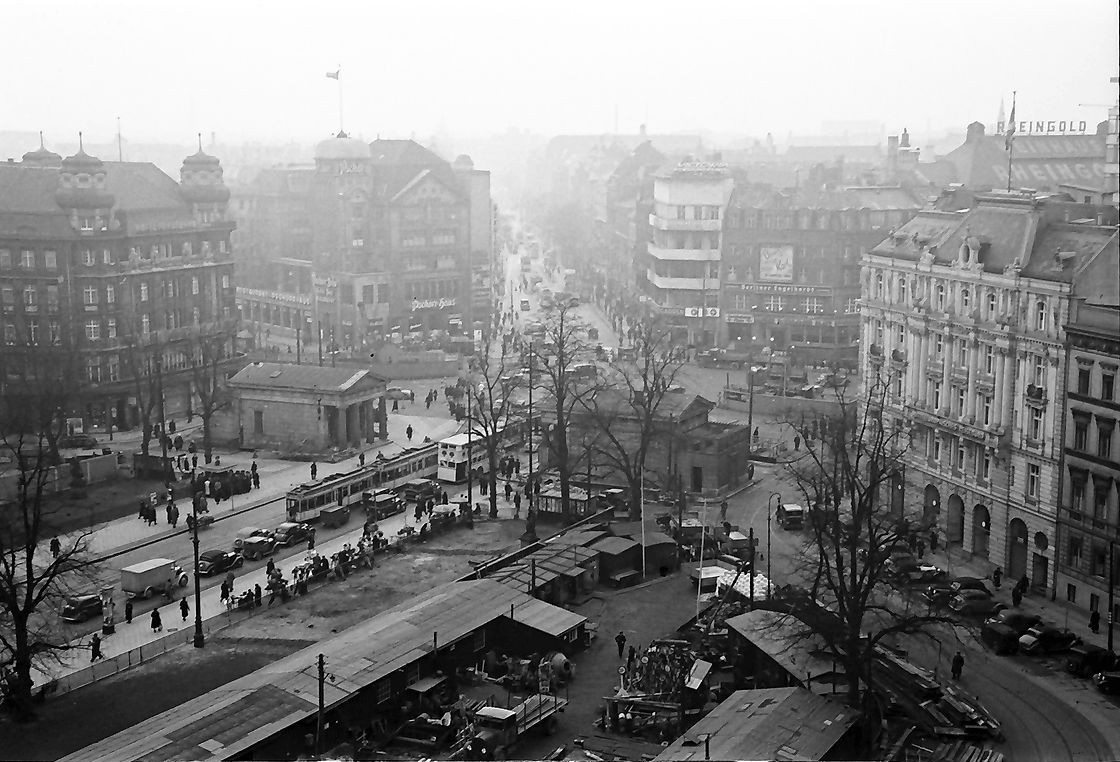
La place de Potsdam depuis la place de Leipzig en 1938.
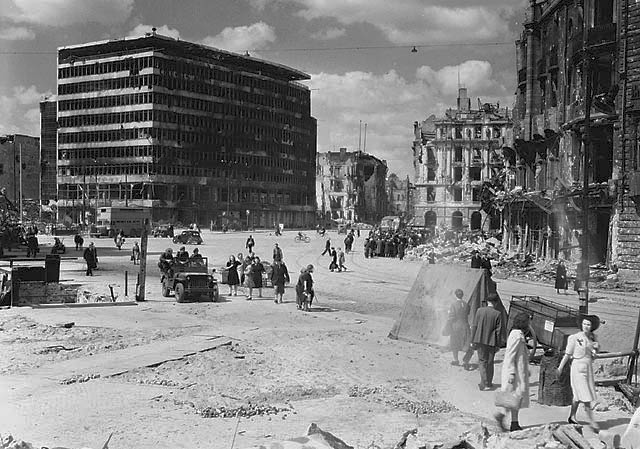
La place en ruines en 1945 (à gauche la Columbushaus et à droite l'hôtel Fürstenhof).

### Depuis 1945
Après le conflit, la ville fut divisée entre Berlin-Est et Berlin-Ouest, la place fut alors coupée en deux par la ligne de démarcation séparant ces zones. La séparation ne fut matérialisée qu'à partir de 1961, avec la construction du mur de Berlin qui la traversait de part en part, et qui en fit un endroit complètement désolé. La partie orientale de la place se situait même dans le no man's land tenu par les gardes-frontières de la République démocratique allemande, « zone militaire interdite » qui s'étendait alors jusqu'au milieu de la Leipziger Platz voisine.
Après la chute du mur de Berlin en 1989, Roger Waters se produisit sur une scène gigantesque pour une représentation de The Wall le 21 juillet 1990 pour commémorer la fin de la séparation entre les deux Allemagne. Le concert se tint sur la Potsdamer Platz vide et de nombreuses célébrités y participèrent.

Potsdamer Platz
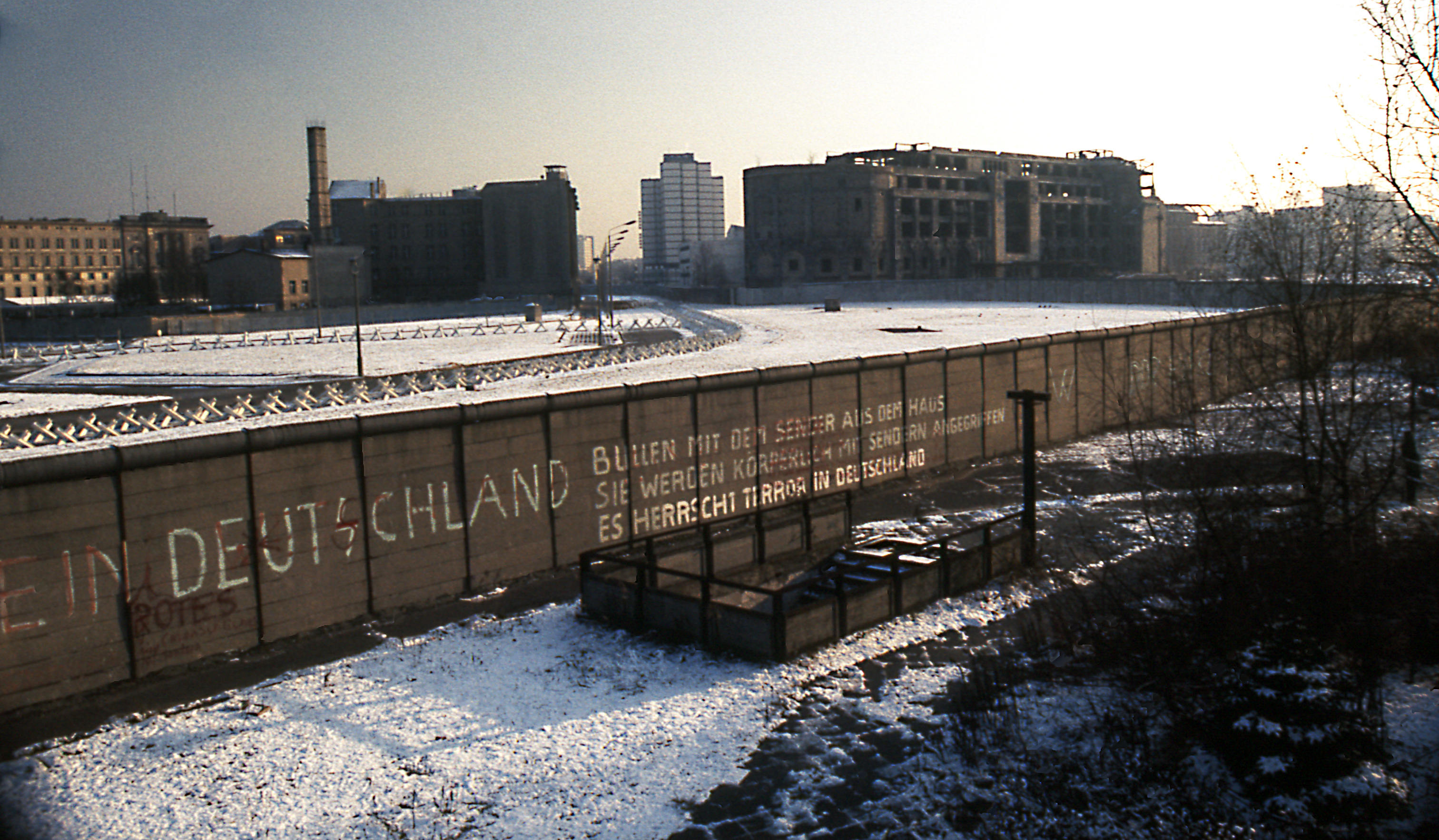
Le mur de Berlin traversant la place, désormais no man's land, en 1975.
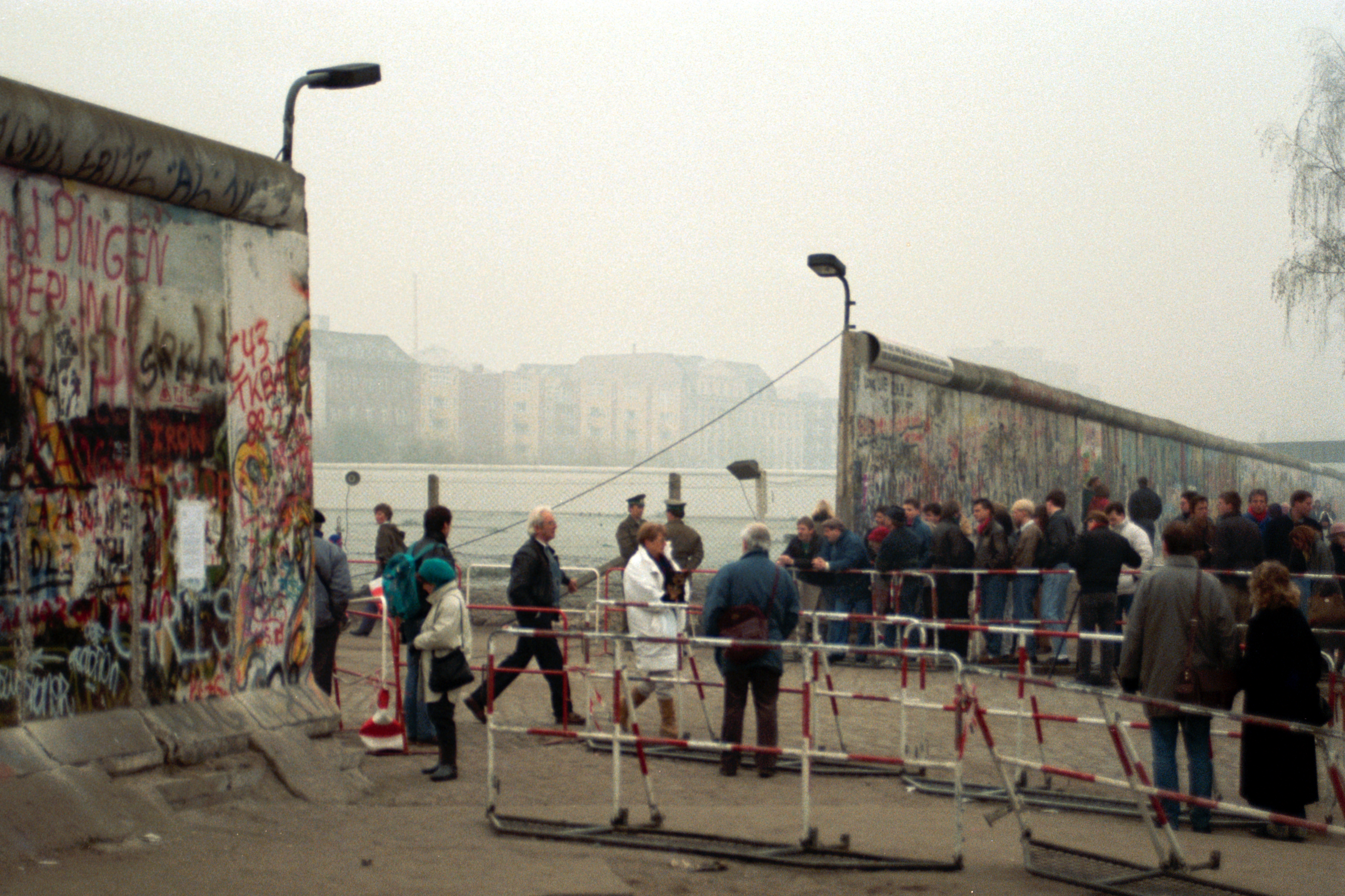
L'ouverture à la chute du mur, en 1989.
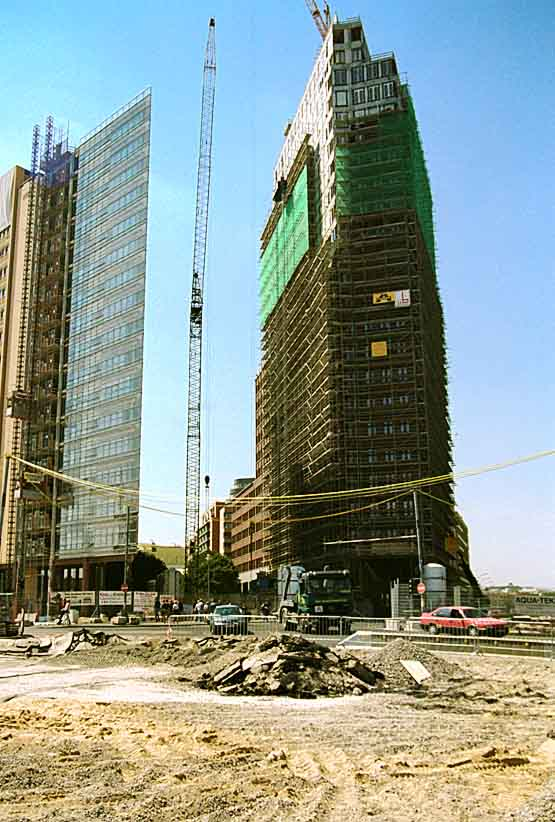
Travaux de construction de la Kollhoff-Tower, en 1999.
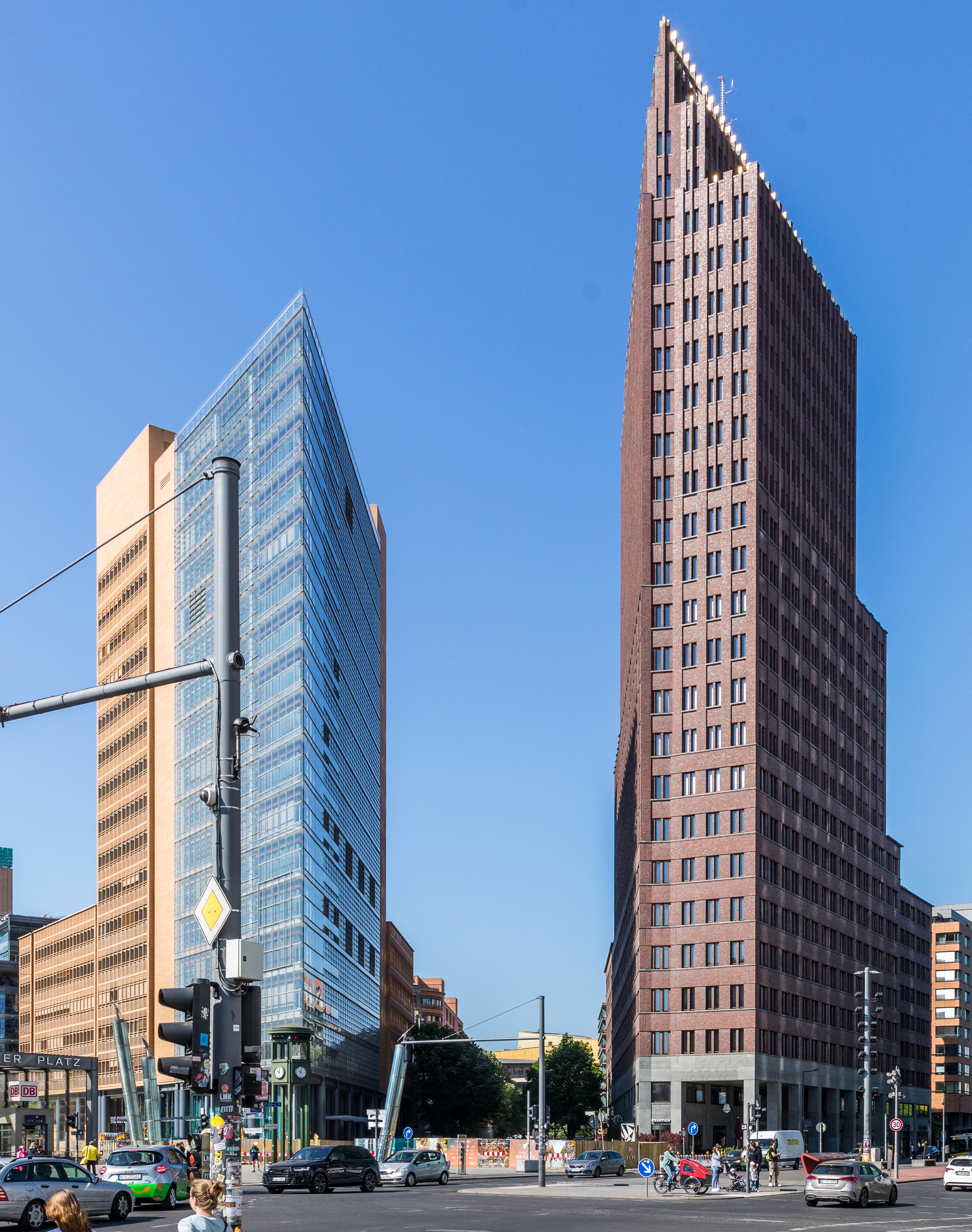
Potsdamer Platz en 2023, avec la Kollhoff-Tower.
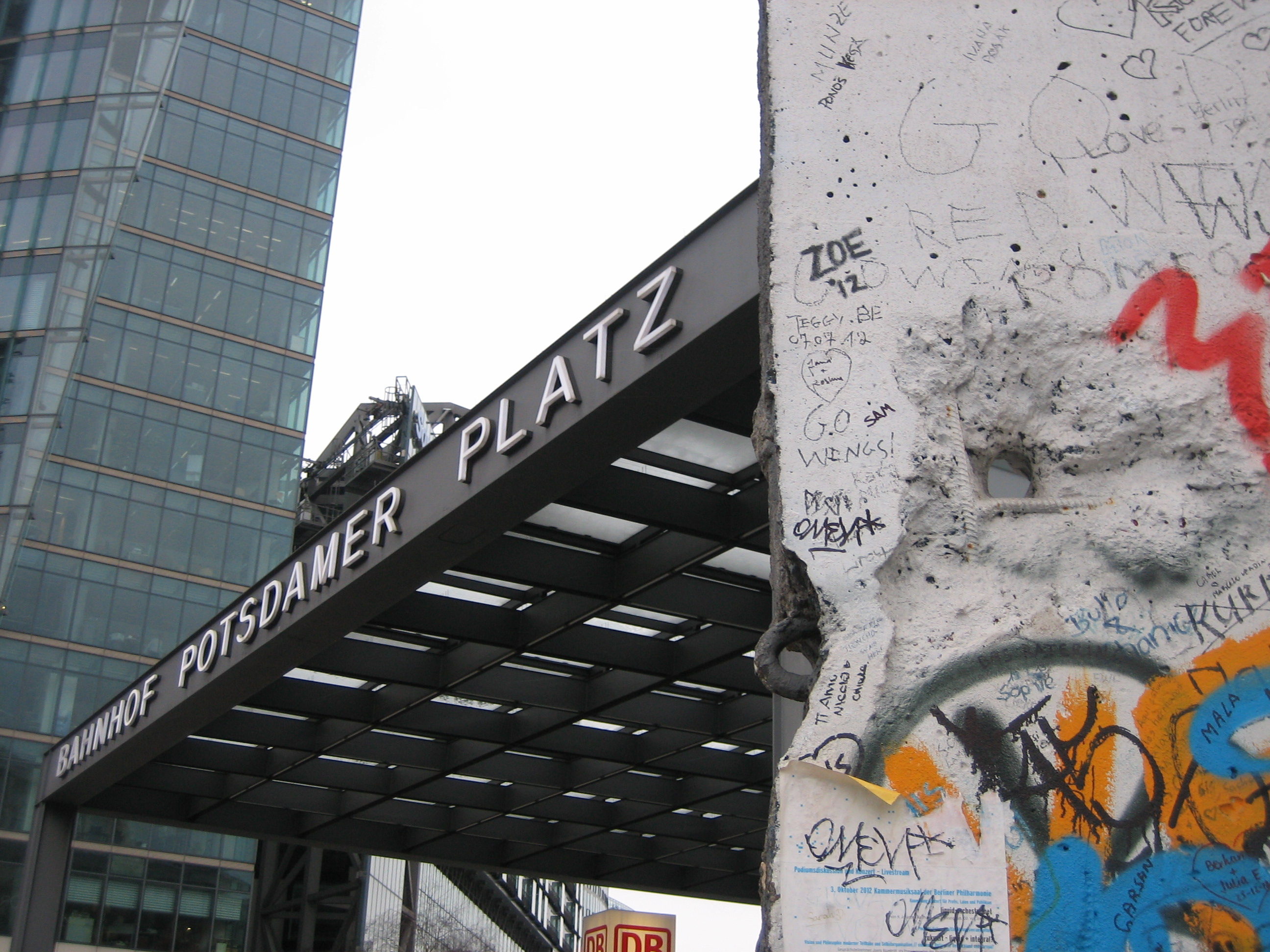
Gare de Potsdamer Platz.
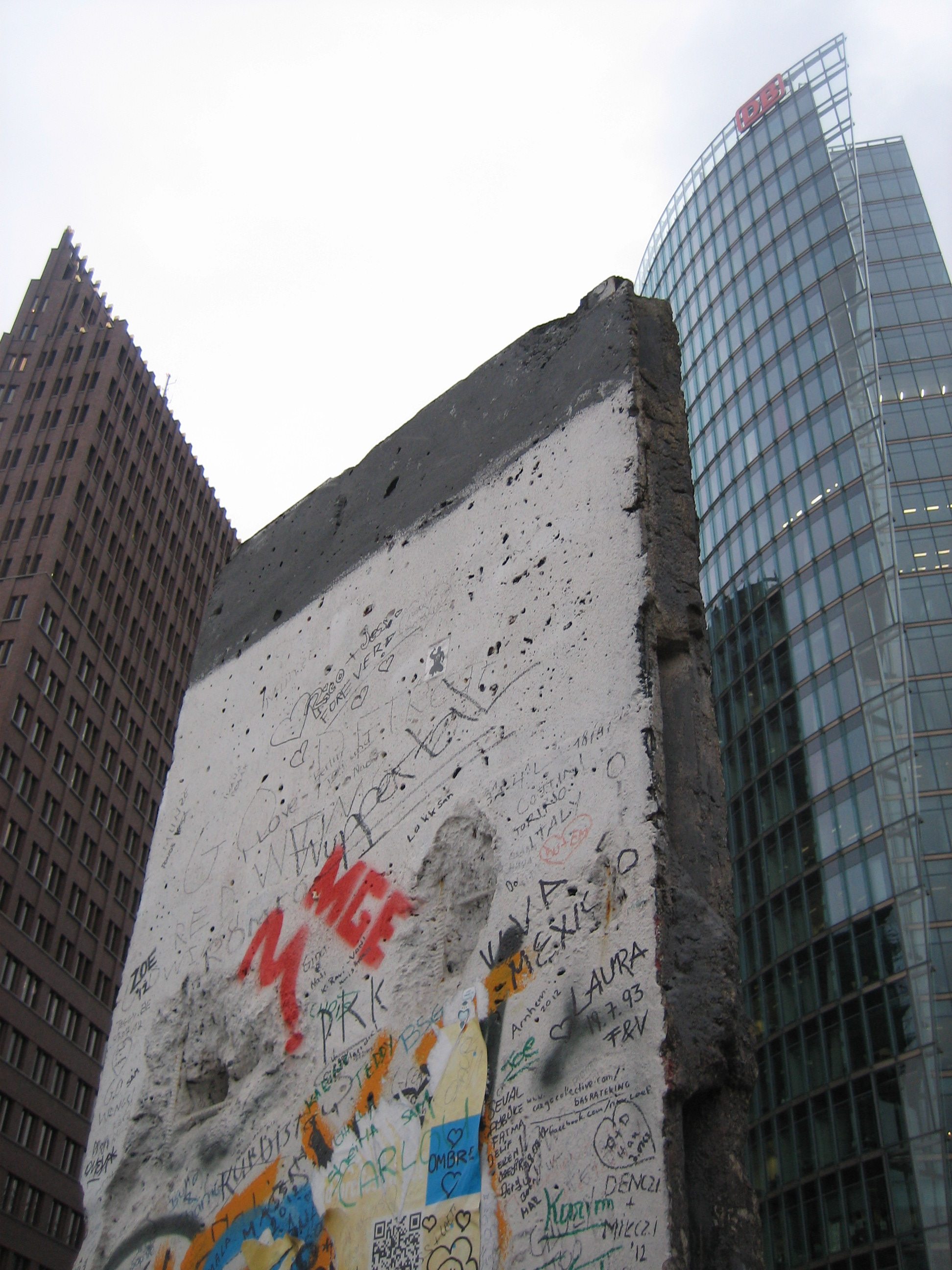
Fragments du mur récupérés et exposés à la Potsdamer Platz.

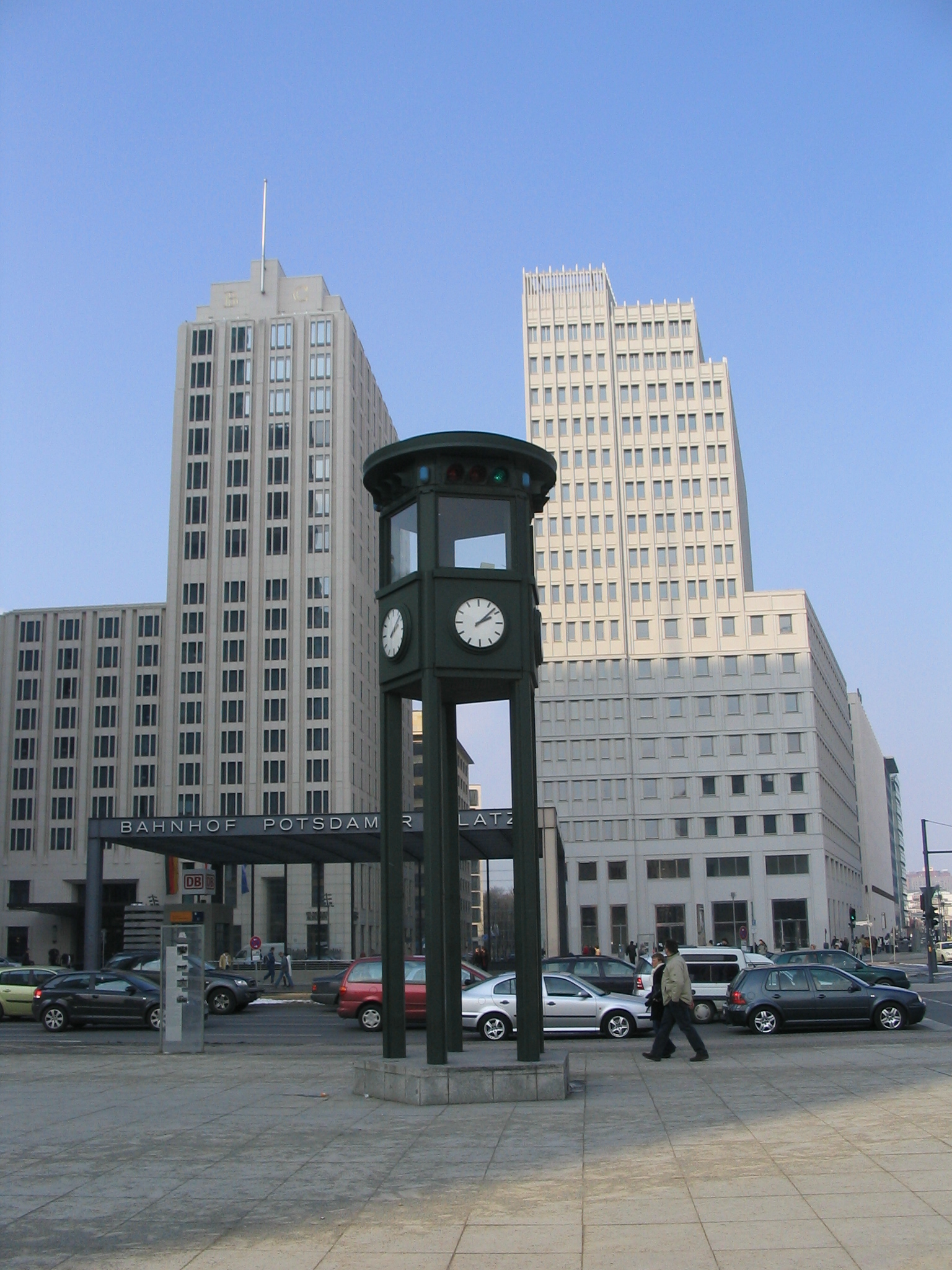
Réplique de l'un des premiers feux de circulation routiers mis en service en Allemagne.

Après 1990, la place retint de nouveau l'attention, de par sa localisation proche du centre-ville. Le conseil municipal choisit de la diviser en quatre parties, chacune laissée à un investisseur privé, qui y implantera son propre projet. Au cours de cette phase de construction, Potsdamer Platz fut le plus grand chantier d'Europe.

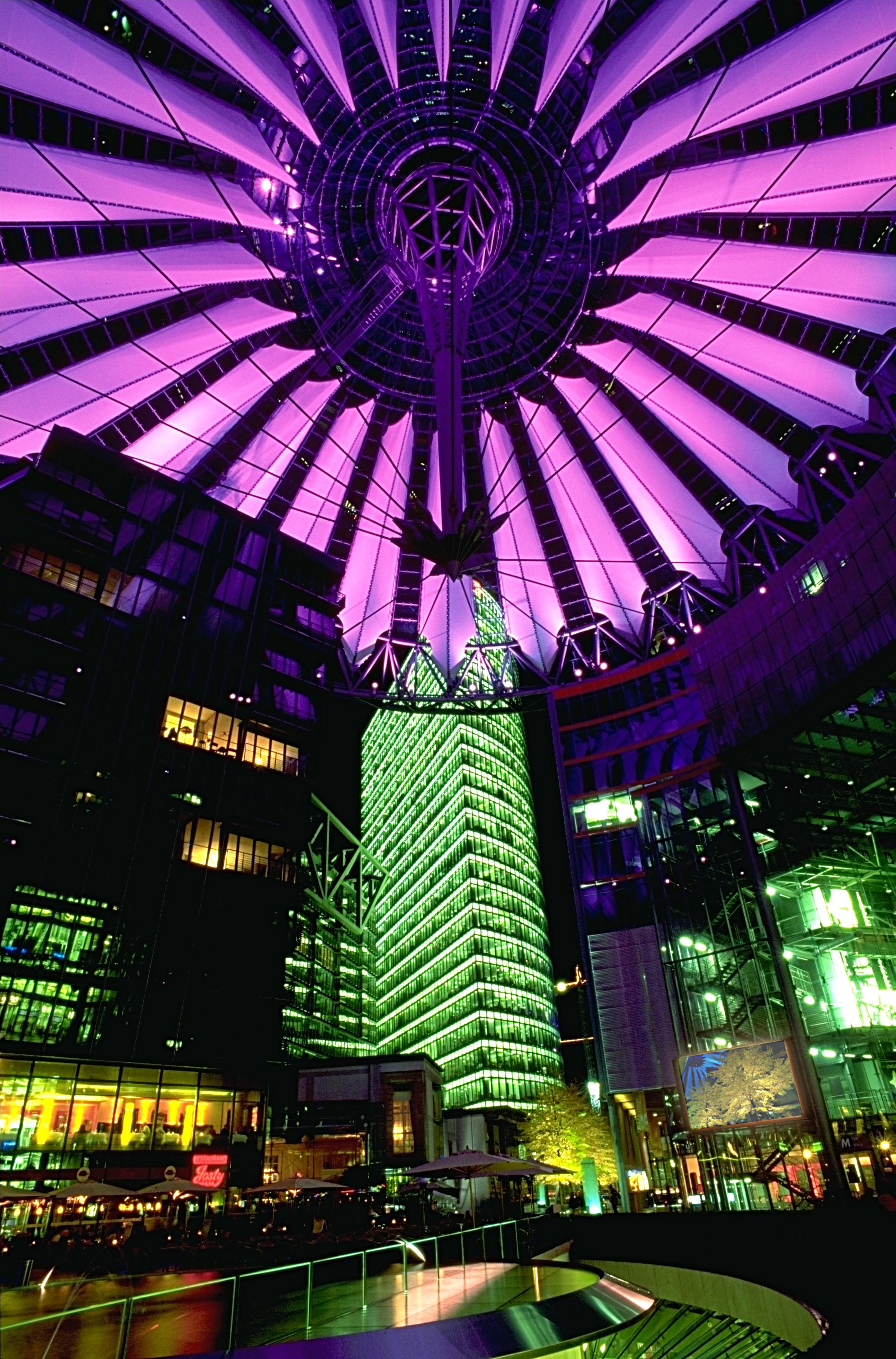
Le Sony Center.

Le plus imposant de ces projets était celui de Daimler-Benz, aujourd'hui Daimler AG, qui demanda à Renzo Piano de créer un plan d'ensemble pour les nouvelles constructions. Les divers bâtiments furent construits par différents architectes selon les plans. Ceci inclut l'immeuble remarquable Potsdamer Platz No. 1 par Hans Kollhoff, maintenant siège de cabinets d'avocats prestigieux (à droite sur la photo, le petit immeuble de briques au centre).
La deuxième part du projet échut à Sony, qui érigea là son nouveau quartier général européen. Ce Sony Center fut conçu par Helmut Jahn, c'est un ensemble monolithique de verre et d'acier (le bâtiment le plus à droite sur la photo), qui est considéré comme l'un des plus beaux exemples d'architecture moderne de Berlin.
Le projet en sa totalité fit l'objet de nombreuses critiques au départ et tous n'apprécient toujours pas la façon dont l'endroit fut réaménagé. Cependant, le lieu attire toujours 70 000 visiteurs par jour et de nombreux critiques sont désormais surpris par le succès rencontré par cette place. À tout moment de la journée, l'endroit est noir de monde. Il est devenu une attraction touristique, un lieu de shopping pour les Berlinois et le rendez-vous des cinéphiles, avec plus de quarante écrans dans trois complexes cinématographiques, une académie du film, un musée du cinéma et le Boulevard des stars.

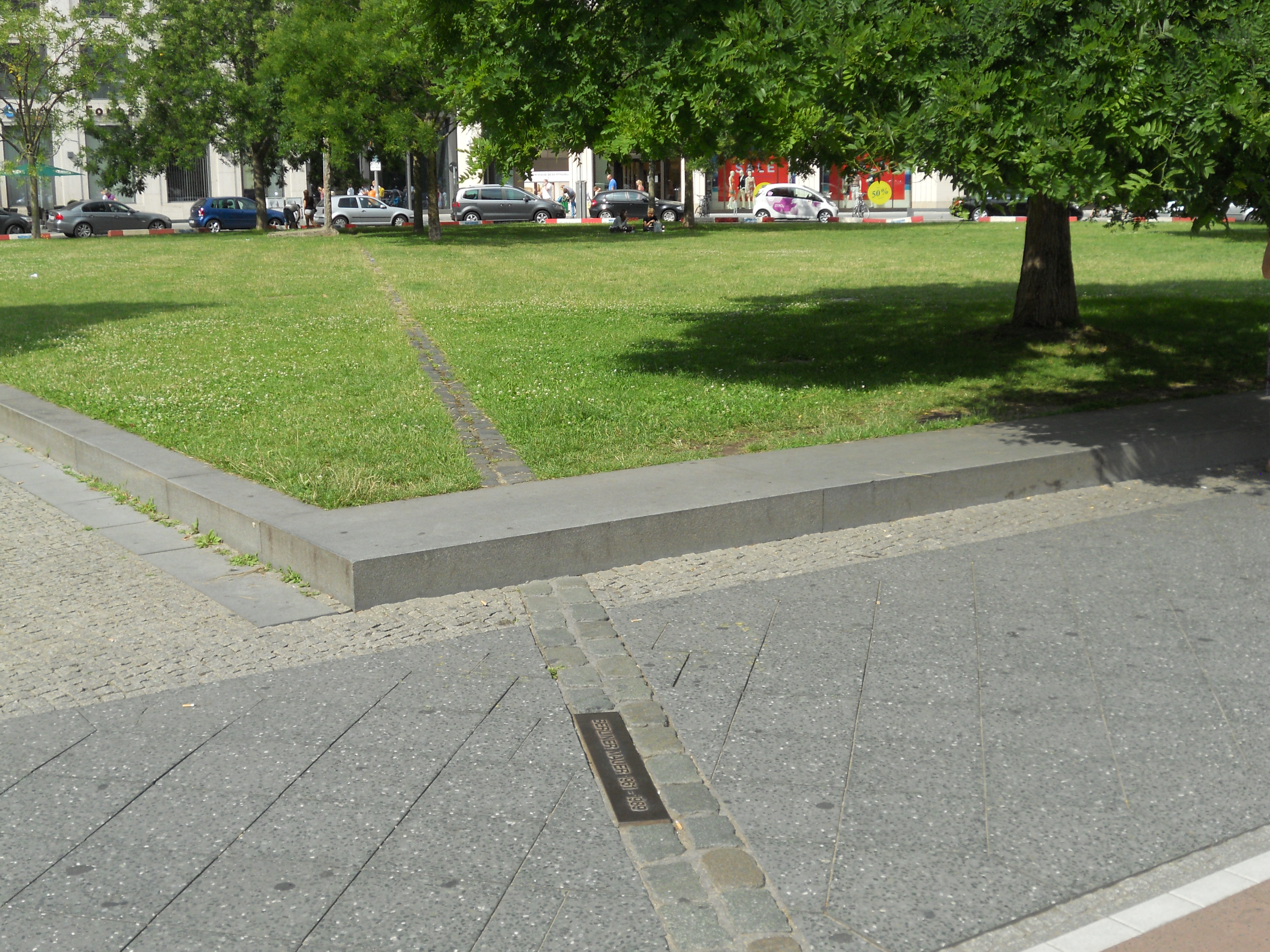
Tracé du mur de Berlin à proximité de Potsdamer Platz, en 2015.

## Dans la culture populaire
Certaines scènes du film de Wim Wenders intitulé Der Himmel über Berlin (titre français : Les Ailes du désir), sorti en 1987, sont tournées sur l'ancienne Potsdamer Platz, quasiment vide, avant la chute du mur de Berlin. Le film donne une bonne image de ce qu'étaient la place et ses environs à l'époque. Wim Wenders la retrouvera au milieu des années 1990, alors qu'elle est en plein chantier, pour son film-hommage aux frères Skladanowsky, Les Lumière de Berlin (en allemand : Die Gebrüder Skladanowsky).
Les paroles de la chanson Where Are We Now? de David Bowie, sortie en janvier 2013, évoquent avec nostalgie la ville de Berlin, où Bowie a vécu quelque temps dans les années 1970. Elles citent la Potsdamer Platz.
L'écrivaine Pieke Biermann a écrit un roman policier Potsdamer Ableden (1987), publié en français sous le titre Potsdamer Platz (1992).